# Кортленд (Канзас)
Кортленд (англ. Courtland) — місто (англ. city) в США, в окрузі Ріпаблік штату Канзас. Населення — 294 особи (2020).

## Географія
Кортленд розташований за координатами 39°46′59″ пн. ш. 97°53′46″ зх. д. / 39.78306° пн. ш. 97.89611° зх. д. (39.783111, -97.896169).  За даними Бюро перепису населення США в 2010 році місто мало площу 0,71 км², уся площа — суходіл.

## Демографія
Згідно з переписом 2010 року, у місті мешкало 285 осіб у 137 домогосподарствах у складі 82 родин. Густота населення становила 401 особа/км².  Було 161 помешкання (227/км²).
Расовий склад населення:
| - 98,9 % — білих - 0,7 % — чорних або афроамериканців - 0,4 % — азіатів |

До двох чи більше рас належало 0,0 %. Частка іспаномовних становила 0,4 % від усіх жителів.
За віковим діапазоном населення розподілялося таким чином: 22,1 % — особи молодші 18 років, 55,4 % — особи у віці 18—64 років, 22,5 % — особи у віці 65 років та старші. Медіана віку мешканця становила 46,1 року. На 100 осіб жіночої статі у місті припадало 111,1 чоловіків;  на 100 жінок у віці від 18 років та старших — 111,4 чоловіків також старших 18 років.
Середній дохід на одне домашнє господарство  становив 55 540 доларів США (медіана — 38 438), а середній дохід на одну сім'ю — 63 134 долари (медіана — 56 406). Медіана доходів становила 32 407 доларів для чоловіків та 25 000 доларів для жінок. За межею бідності перебувало 5,9 % осіб, у тому числі 10,1 % дітей у віці до 18 років та 6,7 % осіб у віці 65 років та старших.
Цивільне працевлаштоване населення становило 202 особи. Основні галузі зайнятості: освіта, охорона здоров'я та соціальна допомога — 27,2 %, сільське господарство, лісництво, риболовля — 17,3 %, транспорт — 7,9 %, роздрібна торгівля — 7,9 %.